# Гаврюшенко, Григорий Фёдорович
Григорий Фёдорович Гаврюшенко (1895 — 1 июля 1937) — участник Первой мировой и Гражданская войн, комбриг (1935 год).

## Биография
Родился в сентябре 1895 года на станции Моначиновка, Купянского уезда, Харьковской губернии, Российской империи.
Образование высшее военное. Член КП(б)У с мая 1919 года.
Родился в семье кочегара, работника Южной железной дороги, после окончания начальной школы работал катальщиком на шахтах Донбаса. В мае 1915 года был призван в армию и был распределён в 220-й запасной батальон, окуда маршевой ротой отправлен в 23-й Туркестанский стрелковый полк 5-й Туркестанской стрелковой бригады. Во время Первой мировой войны участвовал в Эрзерумской и Байбуртской операциях. В 1916 году был ранен, за отличия в боях награждён четырьмя Георгиевскими крестами.
Весной 1917 года избран секретарём полкового комитета, с мая проходил службу в Петрограде, в 1-м пулемётном полку. Осенью уехал на родину где был избран председателем ревкома, в октябре руководил восстанием рабочих. После Октябрьской революции организовывал работу органов советской власти. В декабре 1917 года, в 22-летнем возрасте, организовал и возглавил Яготинский пролетарский партизанский отряд с которым участвовал в гражданской войне на Донбасе, в боях с германскими войсками, гайдамаками и белогвардейцами, в марте 1918 года отряд вошёл в состав 5-й армии. В марте 1918 года был назначен командиром Купянского железнодорожного узла, в мае — командиром Купянского пролетарского партизанского отряда, в августе командиром 3-го батальона 128-го стрелкового полка Красной Армии. В мае 1919 года повышен до командира 203-го стрелкового полка, с апреля по май временно исполнял должность командира 2-й бригады 23-й стрелковой дивизии, после чего назначен заместителем военного комиссара дивизии и командиром 212-го стрелкового полка этой же дивизии. С мая по ноябрь был слушателем Екатериненских командных курсов, после их окончания — назначен командиром 275-го стрелкового полка 31-й стрелковой дивизии, которым командовал до июня 1921 года. В бою на реке Донец был ранен, пуля вошла в висок правого глаза и вышла у левого глаза. «…За отличие в боях 10 марта 1921 года под с. Цайши, 11 марта того же года у г. Ново-Сенаки, 12 того же марта у ст. Чаладиди и 13 марта под г. Поти…» командир 275-го стрелкового полка Г. Ф. Гаврюшенко был награждён орденом Красного Знамени.  Также был награждён золотыми часами.
В июне 1921 года назначен помощником командира 191-го стрелкового полка, в июле — помощником командира учебно-кадрового полка 22-й стрелковой дивизии. С декабря 1921 года обучался на отделении командиров полков Высшей тактическо-стрелковой школы командного состава РККА имени III Коминтерна, с февраля 1922 года в подготовительной группе Военной академии РККА, с 1923 года — слушатель основного факультета академии. После окончания академии, в сентябре 1926 года назначен командиром 137-го стрелкового полка 46-й стрелковой дивизии. Состоял кандидатом для направления в Китай в качестве военного советника. В 1930 году окончил КУВНАС при Военной академии имени М. В. Фрунзе. С мая 1930 года находился в резерве РККА, занимал должность военного руководителя и заведующего военным отделом в совете Осоавиахима Украинской ССР.
С апреля 1931 года по март 1932 года служил помощником командира 30-й Иркутской территориальной стрелковой дивизии имени ВЦИК и 57-й Уральской стрелковой дивизии. В сентябре 1931 года нарком К. Ворошилов проверял подготовку воинских частей на Урале, обратив внимание на меткого стрелка, помощника командира 57-й стрелковой дивизии с полным бантом солдатских Георгиевских крестов за прошлые военные заслуги — Г. Ф. Гаврюшенко и направил его в Тюмень командиром только что образованной дивизии. 
В марте 1932 года Гаврюшенко был назначен командиром и военным комиссаром 65-й территориальной стрелковой дивизии Уральского военного округа. Его помощником был — Леонид Дмитриевич Белозеров-Гладышев. 26 ноября 1935 года присвоено звание комбриг.
Проживал в Тюмени по ул. Телеграфная, дом № 8.
Был арестован 19 марта 1937 года и приговорен к расстрелу ВКВС СССР 1 июля 1937 года по обвинению в участии в контр-революционной террористической организации, приговор был приведён в исполнение в тот же день.
Похоронен в Москве на Донском кладбище.
Реабилитирован определением ВКВС СССР от 20 апреля 1957 года.
Его жена, Мария Александровна Гаврюшенко, арестована 5 октября 1937 года и 4 ноября этого же года приговорена к восьми годам ИТЛ.

## Награды
- орден Красного Знамени (№ 11587, 21.06.1922)[7]

Награды Российской империи
- Георгиевский крест I степени;
- Георгиевский крест II степени;
- Георгиевский крест III степени;
- Георгиевский крест IV степени